# Аліне Рейч
Аліне Рейч (6 вересня 1974) — мексиканська плавчиня.
Учасниця Олімпійських Ігор 1996 року, де в змаганнях груп у складі своєї збірної посіла останнє, 8-ме, місце.